# Kōstīs Stefanopoulos
Kōnstantinos Stefanopoulos detto Kōstīs - in alfabeto greco Κωνσταντίνος (Κωστής) Στεφανόπουλος (Patrasso, 15 agosto 1926 – Atene, 20 novembre 2016) è stato un politico greco, Presidente della Repubblica Ellenica dal 1995 al 2005.

## Carriera politica
È stato Presidente della Repubblica Ellenica per due mandati dal 10 marzo 1995 al 12 marzo 2005.
Avvocato, fu eletto Presidente su proposta del partito liberale POLA (Primavera Politica), poi discioltosi.
Ha inaugurato i Giochi della XXVIII Olimpiade il 13 agosto 2004.